# Ljungängagöl
Ljungängagöl är en sjö i Växjö kommun i Småland och ingår i Mörrumsåns huvudavrinningsområde.